# Stephen Appiah
Stephen Leroy Appiah (Achimota, 1980. december 24. –) ghánai válogatott labdarúgó, posztját tekintve középpályás.
Hazájában kétszer választották meg az év labdarúgójának. A ghánai válogatott tagjaként részt vett a 2004. évi nyári olimpiai játékokon, a 2006-os és a 2010-es labdarúgó-világbajnokságon.